# Mikael Backlund
Mikael Backlund (Västerås, Suecia, 17 de marzo de 1989), apodado Backs, es un jugador profesional sueco de hockey sobre hielo que se desempeña en la posición de centro en Calgary Flames, equipo de la National Hockey League (NHL).

## Carrera
Fue seleccionado en la primera ronda en la NHL Entry Draft de 2007. En 2008 hizo su debut profesional con el equipo Calgary Flames, donde lleva jugando 16 temporadas.